# Jacksonville Dolphins

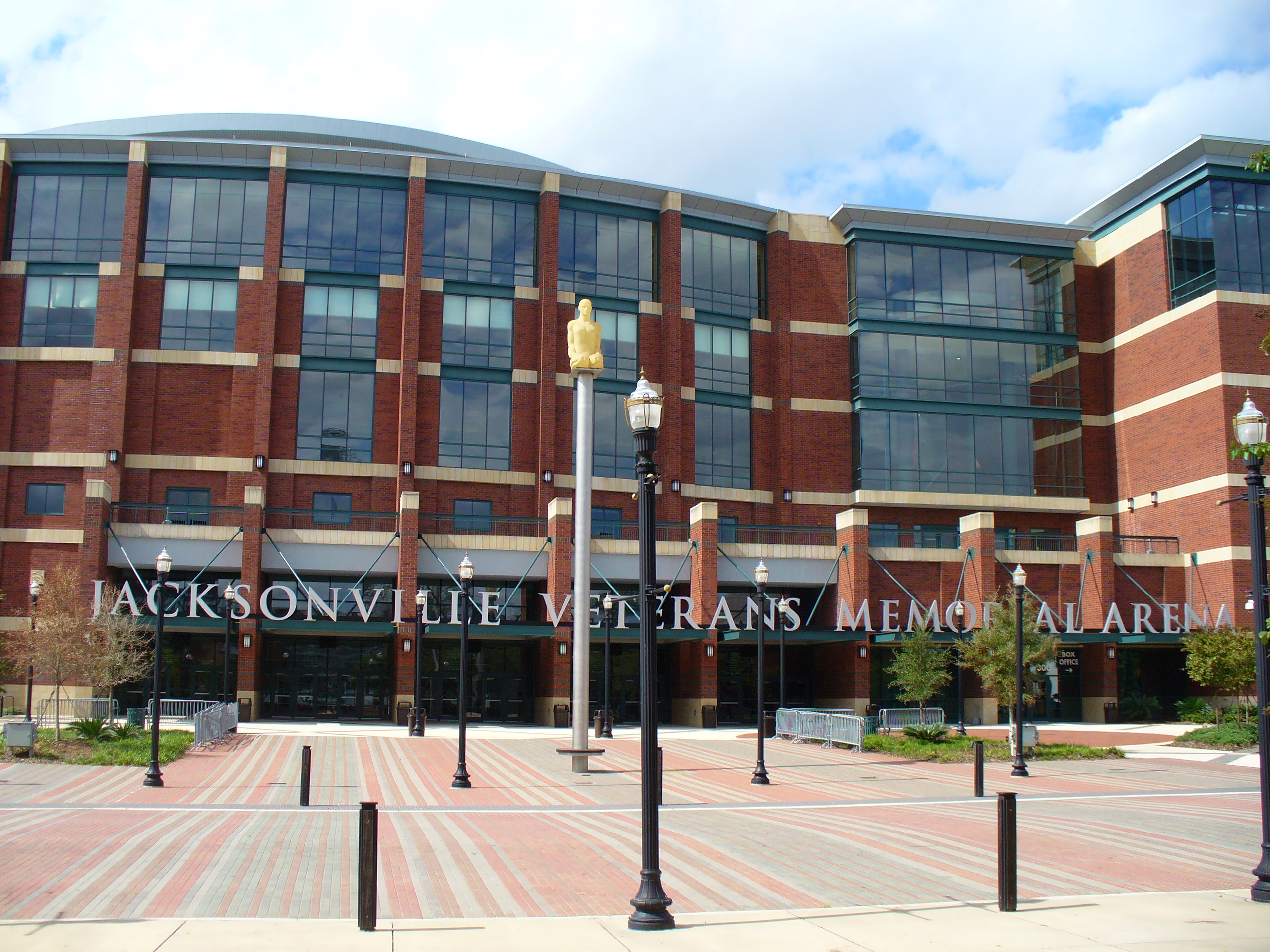
Exterior del Jacksonville Veterans Memorial Arena.

Jacksonville Dolphins (español: delfines de Jacksonville) es el nombre de los equipos deportivos de la Universidad de Jacksonville, situada en Jacksonville, Florida. Los equipos de los Dolphins participan en las competiciones universitarias organizadas por la NCAA, y forman parte de la Atlantic Sun Conference (ASUN Conference), excepto los equipos de remo, que pertenecen a la Metro Atlantic Athletic Conference, y de lacrosse masculino, que pertenece a la Southern Conference. Los Dolphins habían jugado fútbol americano en la Pioneer Football League de 2001 a 2019, pero cerraron el equipo después de la temporada 2019.

## Apodo
Durante 30 años, hasta 1947, Jacksonville no tenía apodo ni mascota. Fue en ese año cuando se organizó un concurso entre los estudiantes para "ayudar a estimular el espíritu de la universidad" y así elegir un sobrenombre. entre los muchos que surgieron, finalmente se quedaron con el de Green Dolphins, finalmente acortado a Dolphins.
La mascota fue, durante más de 50 años un delfín vivo llamado Nellie, al cual sucedió tras su muerte otro llamado Duncan.

## Equipos
Los Dolphins tienen 17 equipos oficiales, 7 masculinos y 11 femeninos:
| - Masculino - Baloncesto - Cross - Fútbol - Lacrosse - Golf - Remo - Béisbol | - Femenino - Baloncesto - Cross - Fútbol - Lacrosse - Golf - Remo - Sóftbol - Voleibol - Voleibol de playa - Atletismo al aire libre - Atletismo cubierta |

## Baloncesto
El equipo de baloncesto masculino es el más popular de la universidad. En 1970 fue la universidad más pequeña en acceder a la Final Four de la NCAA. El equipo, liderado por Artis Gilmore, ganó en semifinales a St. Bonaventure, para terminar cayenco en la final ante UCLA. Al año siguiente, fue el primer equipo en promediar más de 100 puntos en una temporada, pero no consiguió repetir éxito en el Torneo.
Además de Gilmore, otros 11 jugadores de los Dolphins han llegado a la NBA, destacando entre ellos Dee Brown, campeón del Concurso de Mates del All-Star Weekend de 1990 y Carl Herrera que logró dos títulos de la NBA de forma consecutiva en las temporadas (1994 y 1995) .